# Władlen Martynow
Właden Arkadjewicz Martynow (ros. Владле́н Арка́дьевич Марты́нов, ur. 14 grudnia 1929 w Saratowie, zm. 17 marca 2008 w Moskwie) – radziecki ekonomista i działacz partyjny.

## Życiorys
W 1952 ukończył Leningradzki Uniwersytet Państwowy im. Żdanowa, od 1952 pracował jako wykładowca, od 1952 członek KPZR. Od 1955 aspirant katedry ekonomii politycznej Leningradzkiego Uniwersytetu Państwowego. Doktor nauk ekonomicznych, profesor. Od 1957 pracownik, 1971-1989 zastępca dyrektora Instytutu Ekonomiki Światowej i Stosunków Międzynarodowych Akademii Nauk ZSRR, a 1989-1991 dyrektor tego instytutu. 1990-1991 członek KC KPZR. Laureat Nagrody Państwowej ZSRR (1977).

## Odznaczenia
- Order „Za zasługi dla Ojczyzny” IV klasy
- Order Rewolucji Październikowej
- Order Czerwonego Sztandaru Pracy
- Order Republiki Korei Za Zasługi Dyplomatyczne (2000)